# Жерар Милер
Жерар Милер (на френски: Gérard Miller) е френски психоаналитик, писател, университетски преподавател, радио и телевизионен хроникьор.

## Биография
Роден е на 3 юли 1948 г. в Ньой сюр Сен, Франция, в семейство на еврейски полски имигранти. Той е брат на психоаналитика Жак-Ален Милер. Като юноша става член на Комунистическа младеж (младежка организация на Френската комунистическа партия), а по-късно на пролетарската левица – маоисти. След като завършва Екол нормал, работи като общ работник в свинеферма в продължение на две години. Завръща се в Париж и започва анализа с Жак Лакан.
Милер става преподавател по политически науки в Университета Париж VIII и професор и директор в отдела по психоанализа на същия университет. Той има докторска степен по философия и по политически науки.
От дълги години е спътник, без да е член на Френската социалистическа партия и Френската комунистическа партия.
През 2024 г. десетки жени го обвиняват в сексуално насилие и изнасилване, особено под хипноза. Той отрича тези обвинения. 
На 23 февруари 2024 г. прокуратурата в Париж обяви, че е започнала предварително разследване въз основа на шест доклада.

## Творчество
Жерар Милер публикува няколко книги в областта на историята, политиката и психоанализата, а през 2001 г. и автобиографията си „Принадлежащ към малцинствата“. Пише статии за вестниците „Libération“, „Globe Hebdo“, „L'Événement du jeudi“ и „Humanité“.
Милер пише сценарий за филми в съавторство с Франсис Жиро: „Преминаването към действие“ и „Терминал“, и няколко документални филма на Патрик Жюди: „Очите на Ева Браун“, „Мерилин, въпреки самата нея“, „Какво знаеха Джаки Кенеди и Робърт Капа“, „Човекът, който искаше да вярваме в легендата“. Пише и комедии за актьорите Ги Бьодос, Жан-Мари Бигар и Марк Жолив.
През 2008 г. на фестивала в Авиньон Жерар Милер играе за първи път на сцена в пиесата: „Манипулации – начин на употреба“. С много чувство за хумор, той разкрива измамите на „великите хипнотизатори“ – от Франц Месмер до Никола Саркози. През септември 2008 той представя пиесата си в Париж, а от 2009 – из цяла Франция.
Жерар Милер споделя научните възгледи на Фройд и Лакан.

## Сценарии
- 1991: Les yeux d'Eva Braun de Patrick Jeudy, документален филм
- 1993: Les kilos en trop de Gilles Béhat, телевизионен филм
- 1996: Passage à l'acte de Francis Girod, филм
- 1998: Terminale de Francis Girod, филм
- 1999: Politiquement correct, телевизионен сериал
- 2002: Marilyn malgré elle de Patrick Jeudy, телевизионен филм
- 2003: Ce que savait Jackie Kennedy de Patrick Jeudy, документален филм
- 2004: Robert Capa, l'homme qui voulait croire à sa légende de Patrick Jeudy, документален филм
- 2010: Il n'y a pas de Kennedy heureux de Patrick Jeudy, документален филм
- 2013: La malédiction des trois corbeaux, радиосериал
- 2015: Gérard Depardieu, L’homme dont le père ne parlait pas, coréalisé avec Anaïs Feuillette, документален филм
- 2015: Ségolène Royal, la femme qui n'était pas un homme, coréalisé avec Anaïs Feuillette, документален филм.